# Legile fotbalului
Legile fotbalului sunt un set de reguli pentru jocul de fotbal. Acestea au fost inspirate din Regulile Cambridge din 1848 și adoptate pe 26 octombrie 1863. Sunt modificate periodic de către IFAB.

## Legile jocului
- Legea 1: Terenul de joc
- Legea 2: Mingea
- Legea 3: Numărul jucătorilor
- Legea 4: Echipamentul jucătorilor
- Legea 5: Arbitrul
- Legea 6: Arbitrii asistenți
- Legea 7: Durata partidei
- Legea 8: Lovitura de începere și de reluare a jocului
- Legea 9: Mingea în joc și afară din joc
- Legea 10: Înscrierea unui gol
- Legea 11: Ofsaidul
- Legea 12: Faultul și comportamentul nesportiv
- Legea 13: Loviturile libere (directă și indirectă)
- Legea 14: Penaltiul
- Legea 15: Aruncarea de la margine
- Legea 16: Degajarea
- Legea 17: Cornerul